# Hiéroglyphe égyptien G35
Le cormoran, en hiéroglyphes égyptiens, est classifié dans la section G « Oiseaux » de la liste de Gardiner ; il y est noté G35. 

## Représentation
Il représente un grand cormoran (Phalacrocorax carbo). Il est translittéré ˁḳ.

## Utilisation
C'est un phonogramme bilitère de valeur ˁḳ.

## Exemples de mots
| G35 | q · D54 |

| G35 | q · D54 |

| G35 | w | N18 · Z2 | ( | pour | X4H) |

| G35 | w | N18 · Z2 | ( | pour | X4H) |

| G35 | i | i | t |

| G35 | i | i | t |